# Slowakischer Staat

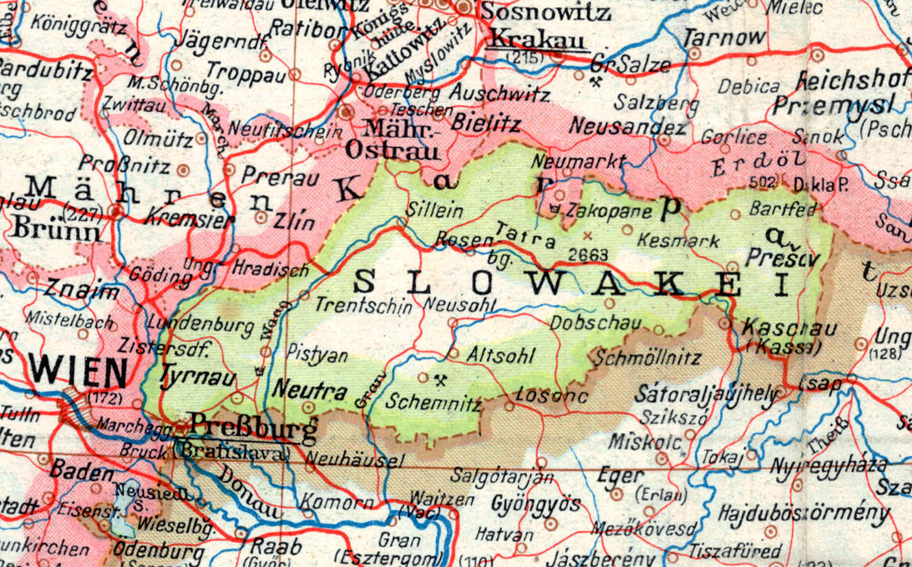
Die Slowakei von 1939 bis 1945

Der Slowakische Staat (slowakisch Slovenský štát, ab Juli 1939 amtlich Slowakische Republik, Slovenská republika), seit 1993 teilweise auch Erste Slowakische Republik bzw. erster slowakischer Staat genannt (Prvá slovenská republika oder Prvý slovenský štát), bezeichnet einen auf Druck des Deutschen Reichs von der Tschecho-Slowakischen Republik abgespalteten Staat in Mitteleuropa, der von 1939 bis 1945 existierte. Er umfasste die heutige Slowakei ohne die südlichen und östlichen Gebiete und grenzte dabei an das Deutsche Reich (inklusive des Protektorats Böhmen und Mähren), an Ungarn sowie kurzzeitig an Polen bzw. das Generalgouvernement.
Er gilt einerseits als der historisch erste Nationalstaat der Slowaken, andererseits als ultranationalistische Diktatur des Ludaken-Regimes. Die Slowakei nahm als Verbündeter der Achsenmächte an den deutschen Angriffskriegen gegen Polen und die Sowjetunion teil, verabschiedete Rassengesetze und beteiligte sich 1942 mit der Deportation eines Großteils ihrer jüdischen Bevölkerung in deutsche Vernichtungslager auch am Holocaust. Inwieweit die Slowakei von 1939 bis 1945 als einfacher Satellitenstaat des Deutschen Reiches anzusehen ist, ist Gegenstand wissenschaftlicher Debatten, da das „Dritte Reich“ insbesondere in der slowakischen Innenpolitik einen begrenzten Einfluss hatte.
Im August 1944 brach als Reaktion auf den Einmarsch der Wehrmacht eine von Teilen der slowakischen Armee organisierte Rebellion gegen die deutsche Okkupationsmacht und die slowakische Kollaborationsregierung aus (Slowakischer Nationalaufstand), die bis Oktober 1944 anhielt. Bis April 1945 wurde die Slowakei durch die Rote Armee befreit und anschließend in die wiedergegründete Tschechoslowakei eingegliedert.

## Staatsbezeichnung
Die offiziellen Staatsnamen lauteten:
- 14. März 1939 – 21. Juli 1939: Slowakischer Staat (slowakisch Slovenský štát)
- 21. Juli 1939 – 8. Mai 1945: Slowakische Republik (slowakisch Slovenská republika)

Nach der Unabhängigkeitserklärung am 14. März 1939 wurde die Slowakei vorübergehend offiziell als Slowakischer Staat bezeichnet. Dieser Staatsname findet sich in gesetzlichen Verlautbarungen wie auch in internationalen Verträgen. Mit der Verabschiedung der Verfassung am 21. Juli 1939 wurde dann der Staatsname Slowakische Republik festgesetzt. Die Bezeichnung Slowakische Republik kam daher, dass der neue Staat laut Verfassung eine republikanische Form hatte, außerdem steckte dahinter auch die Hoffnung, von möglichst vielen Staaten anerkannt zu werden. Dieser offizielle Staatsname dominierte jedoch nur auf amtlichen Dokumenten, Banknoten und Münzen. Im öffentlichen Leben wurde weitaus häufiger die Bezeichnung „Slowakischer Staat“ verwendet, um den Gedanken der Eigenstaatlichkeit hervorzuheben. Von Seiten der regierenden Politiker wurde ebenfalls regelmäßig die Bezeichnung unabhängiger Slowakischer Staat (slowakisch: samostatný Slovenský štát) verwendet.
In den Geschichtsdarstellungen der kommunistischen Tschechoslowakei wurde die unabhängige Slowakei von 1939 bis 1945 abwertend als sogenannter Slowakischer Staat (slowakisch: takzvaný Slovenský štát) tituliert. Nachdem die Slowakei am 1. Januar 1993 erneut unter dem Staatsnamen Slowakische Republik unabhängig wurde, begann man die Slowakische Republik von 1939 bis 1945 auch als Erste Slowakische Republik zu bezeichnen, um sie von der gegenwärtigen, also Zweiten Slowakischen Republik zu unterscheiden.
Die Bezeichnung Erste Slowakische Republik ist jedoch umstritten. Die heutige Slowakei gilt nicht als offizieller Nachfolgestaat des Staatsgebildes von 1939 bis 1945. Der Hauptgrund dafür liegt darin, dass sich die gegenwärtige Slowakei als parlamentarische Demokratie mit einem pluralistischen Mehrparteiensystem versteht. Im Gegensatz dazu war der Slowakische Staat laut Verfassung eine ständestaatlich organisierte Republik mit Einparteiensystem, in der auch Elemente des Faschismus vorhanden waren.

## Staatsgründung
Mit Unterzeichnung des Münchner Abkommens am 29. September 1938 wurde die Abtretung der sudetendeutschen Gebiete an Deutschland festgelegt. Im Gegenzug garantierten England und Frankreich den Bestand des tschechoslowakischen Reststaats. Sieben Tage später, am 6. Oktober 1938, riefen Vertreter aller slowakischen Parteien bei einem Treffen in Sillein die Autonomie der Slowakei aus und verankerten diese im sogenannten Silleiner Abkommen. Am 7. Oktober 1938 folgte die Zusammenstellung einer autonomen Regierung des neuen Slowakischen Landes (slow. Slovenská krajina). Diese Regierung bestand bis zum 1. Dezember 1938. Nach der Autonomieerklärung der Slowakei proklamierte am 11. Oktober 1938 die Karpatho-Ukraine ihre Unabhängigkeit. Zudem forderte die ungarische Regierung die Abtretung der mehrheitlich von Magyaren besiedelten südlichen Gebiete der Tschechoslowakei, die am 2. November 1938 im Ergebnis des Ersten Wiener Schiedsspruches dem Königreich Ungarn zugesprochen wurden. Schließlich gewährte die tschechoslowakische Nationalversammlung mittels einer Verfassungsänderung zum 22. November 1938 Ruthenien (jetzt Karpato-Ukraine) und der Slowakei Autonomie und eigene Landesregierungen. Die Tschechoslowakei wurde damit faktisch in einen föderativen Staat umgewandelt, der nun Tschecho-Slowakische Republik hieß.
Am 21. Februar 1939 hielt der Premierminister der slowakischen Landesregierung Jozef Tiso im slowakischen Landtag eine Rede über die Errichtung eines komplett unabhängigen Slowakischen Staates. Führende Kabinetts- und Parlamentsmitglieder stimmten am 6. März der Bildung einer Slowakischen Republik zu, sprachen sich aber gegen eine übereilte Proklamation aus. Daraufhin besetzte die tschechische Armee die Slowakei (Homola-Putsch vom 9. bis 10. März 1939) und Emil Hácha, der tschechoslowakische Präsident, entließ fast alle Mitglieder des slowakischen Kabinetts. Am 13. März 1939 folgte Jozef Tiso, der gleichfalls von der Prager Regierung abgesetzt worden war, einer Einladung zu einem Treffen mit Adolf Hitler in Berlin. Er wurde unter Druck gesetzt und sollte unverzüglich einen unabhängigen slowakischen Staat ausrufen, andernfalls würde das slowakische Territorium zwischen Polen und Ungarn aufgeteilt werden. Um dieser Aussage zu mehr Überzeugungskraft zu verhelfen, untermauerte Joachim von Ribbentrop das Ganze mit einem gefälschten Bericht, dem zufolge sich schon ungarische Truppen der slowakischen Grenze nähern würden. Tiso weigerte sich, diese Entscheidung allein zu treffen, und es wurde ihm deshalb erlaubt, ein Treffen mit den Mitgliedern des slowakischen Landesparlaments abzuhalten. Am nächsten Tag, dem 14. März, trat dieses dann zusammen und beschloss einstimmig die Unabhängigkeit des Landes. Jozef Tiso wurde gleichzeitig als neuer Ministerpräsident der Republik bestimmt. Hauptstadt wurde Pressburg (Bratislava) mit damals über 120.000 Einwohnern.

## Bevölkerung
85 % der Einwohner waren Slowaken, die restlichen 15 % waren Deutsche, Ungarn, Juden oder Roma. 50 % der Einwohner waren in der Landwirtschaft beschäftigt.

## Politik

### Grundzüge
Der Staat übernahm die Rechtsordnung der Tschechoslowakei und veränderte diese nur geringfügig. Der Verfassung von 1939 (am 21. Juli verabschiedet) zufolge war der Präsident das Staatsoberhaupt, das Parlament der Slowakischen Republik, das für fünf Jahre gewählt wurde, war das höchste gesetzgebende Organ (es fanden jedoch keine landesweiten Wahlen statt), und der Staatsrat übte die Pflichten eines Senats (vergleichbar mit dem deutschen Bundesrat) aus. Die Regierung bestand aus acht Ministerien.
Die Slowakische Republik war insgesamt gesehen ein autoritärer Staat, der von vielen Elementen des Faschismus gekennzeichnet war. In dem später unter sozialistischen Vorzeichen als ČSSR firmierten Föderalstaat wurde sie vor allem als klerikal-faschistischer Staat wahrgenommen; die Eigenstaatlichkeit, die anfangs eindeutig dem Willen der Mehrheit der slowakischen Bevölkerung entsprang, erfreute sich zudem der einhelligen Unterstützung des katholischen Klerus. Allerdings wird diese Charakterisierung von meist nicht-slowakischen Historikern auch heute noch verwendet. Die am 21. Juli 1939 verabschiedete Verfassung orientierte sich am bürgerlich-demokratischen Verfassungstyp, griff aber auch autoritär-faschistische Ordnungsvorstellungen – Einheitspartei, exzessives Notverordnungsrecht, Streikverbot, Staatsrat – auf und vereinigte beides in einer christlich-sozialen Weltvorstellung.
Die führende politische Partei war Hlinkas Slowakische Volkspartei – Partei der Slowakischen Nationalen Einheit von Jozef Tiso. Daneben gab es noch die Parteien der nationalen Minderheiten. Für die Ungarn war das die Vereinigte Ungarische Partei von János Esterházy und für die Deutschen die Deutsche Partei von Franz Karmasin. Andere Parteien als diese waren verboten (dieses Verbot hatte jedoch schon vor der Gründung der Republik bestanden).
Positive Effekte hatte die Schaffung des Staates auf die slowakische Wirtschaft, auf Wissenschaft, Erziehung und Kultur. So wurde 1942 die Slowakische Akademie der Wissenschaften gegründet, eine Vielzahl neuer Hochschulen und höherer Schulen wurde eingerichtet und die slowakischsprachige Literatur und Kultur erlebten einen Aufschwung.

### Antisemitische Politik
Die Regierung erließ eine Reihe antisemitischer Gesetze, unter anderem den Judenkodex. Sie schlossen Juden sehr umfassend vom öffentlichen Leben aus und begünstigten später auch ihre Deportation in die deutschen Konzentrationslager. Dort wurden mit slowakischer Unterstützung Zehntausende von ihnen im Rahmen des Holocausts ermordet. 1942 wurden fast 57.600 slowakische Juden deportiert; die nach offiziellen Angaben in der Slowakei verbliebenen 30.000 Juden arbeiteten in den Lagern oder als „wirtschaftswichtige Juden“. Ab 1943 kippte die Stimmung in der Bevölkerung, so dass die slowakische Regierung nicht zuletzt auch aufgrund des Drucks des vatikanischen Gesandten die Einstellung der Deportationen verfügte. Als aber die Wehrmacht im August 1944 das Land besetzte, begannen erneut Deportationen, durch die mehr als 12.000 Juden nach Auschwitz, Ravensbrück, Theresienstadt oder Sachsenhausen verschleppt wurden.

### Minister des Staates
Der Ministerrat der Ersten Slowakischen Republik in den Jahren 1939–1945:
14. März 1939 – 27. Oktober 1939 (Regierung Jozef Tiso)
- Ministerpräsident: Jozef Tiso
- Vizeministerpräsident: Vojtech Tuka
  - Innenminister: Karol Sidor, ab dem 15. März 1939 beurlaubt, am 18. April 1939 abgelöst, Nachfolger Jozef Tiso
  - Außenminister: Ferdinand Ďurčanský
  - Verteidigungsminister: Ferdinand Čatloš
  - Finanzminister: Mikuláš Pružinský
  - Minister für Unterricht und nationale Aufklärung: Jozef Sivák
  - Justizminister: Gejza Fritz
  - Wirtschaftsminister: Gejza Medrický
  - Minister für Verkehr und Öffentliche Arbeit: Július Stano

27. Oktober 1939 – 5. September 1944 (Regierung Vojtech Tuka)
- Ministerpräsident: Vojtech Tuka
- Vizeministerpräsident: Alexander Mach ab dem 17. August 1940
  - Innenminister: Ferdinand Ďurčanský, ab dem 29. Juli 1940 Alexander Mach
  - Außenminister: Ferdinand Ďurčanský, ab dem 29. Juli 1940 Vojtech Tuka
  - Verteidigungsminister: Ferdinand Čatloš
  - Finanzminister: Mikuláš Pružinský
  - Minister für Unterricht und nationale Aufklärung: Jozef Sivák
  - Justizminister: Gejza Fritz
  - Wirtschaftsminister: Gejza Medrický
  - Minister für Verkehr und Öffentliche Arbeit: Július Stano

5. September 1944 – 4. April 1945 (Regierung Štefan Tiso)
- Ministerpräsident: Štefan Tiso
- Vizeministerpräsident: Alexander Mach
  - Innenminister: Alexander Mach
  - Außenminister: Štefan Tiso
  - Verteidigungsminister: Štefan Haššík
  - Finanzminister: Mikuláš Pružinský
  - Minister für Unterricht und nationale Aufklärung: Aladár Kočiš
  - Justizminister: Štefan Tiso
  - Wirtschaftsminister: Gejza Medrický
  - Minister für Verkehr und Öffentliche Arbeit: Ľudovít Lednár

### Administrative Unterteilung
- Administrative Einteilung in 6 Gespanschaften/Gaue („župy“), 59 (ab 1942 60) Bezirke (okresy) und 2.659 Gemeinden

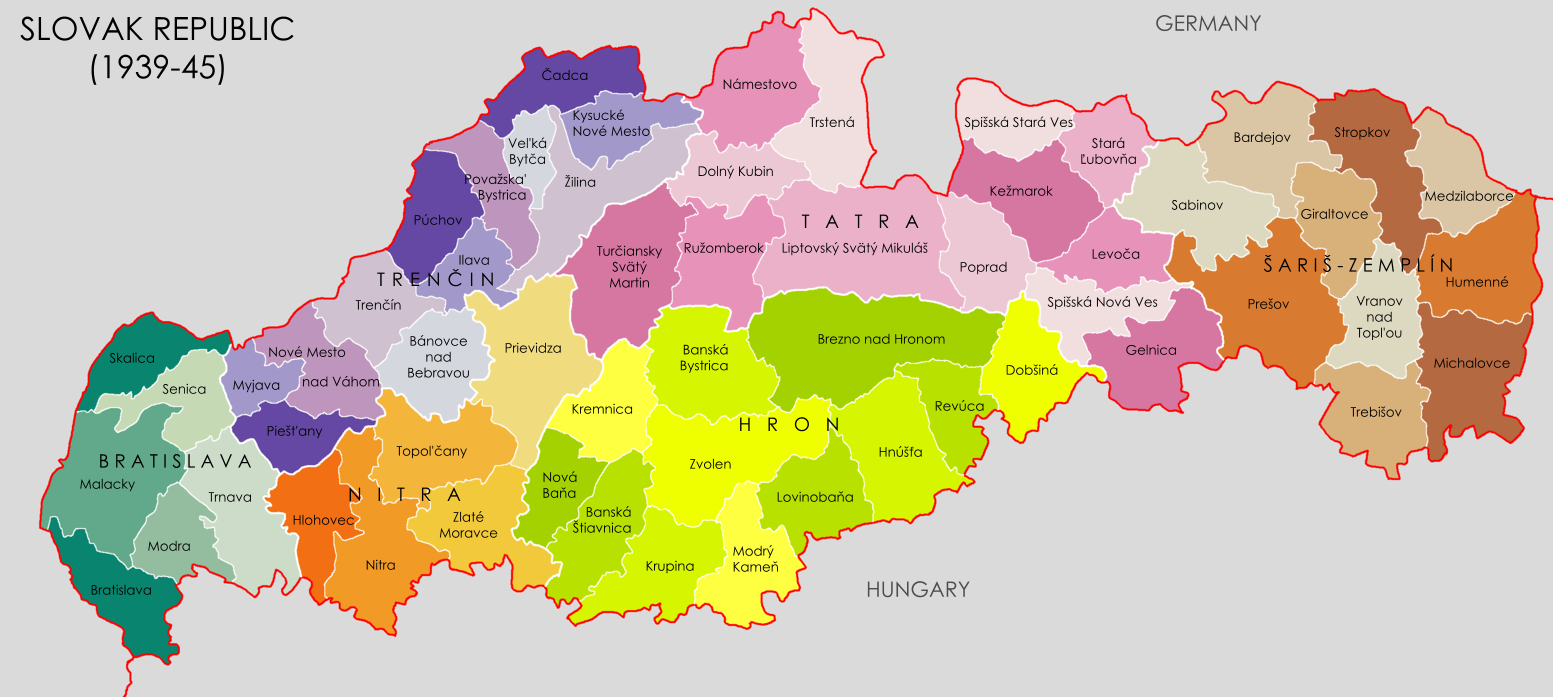
Karte der administrativen Unterteilung

Zum 1. Januar 1940 existierten folgende Gespanschaften/Gaue (slowakisch župy):
- Pressburger Gespanschaft (slowak. Bratislavská župa; 3.667 km², 455.728 Einwohner)
  - 7 Bezirke: Bratislava (Stadt), Bratislava (Land), Malacky, Modra, Senica, Holíč (ab 1941 Skalica), Trnava
- Neutraer Gespanschaft (slowak. Nitrianska župa; 3.546 km², 335.343 Einwohner)
  - 5 Bezirke: Hlohovec, Nitra, Prievidza, Topoľčany, Zlaté Moravce
- Trentschiner Gespanschaft (slowak. Trenčianska župa; 5.592 km², 516.698 Einwohner)
  - 12 Bezirke: Bánovce nad Bebravou, Čadca, Ilava, Kysucké Nové Mesto, Myjava, Nové Mesto nad Váhom, Piešťany, Považská Bystrica, Púchov, Trenčín, Veľká Bytča, Žilina
- Tatraer Gespanschaft (slowak. Tatranská župa; Verwaltungssitz Ružomberok, 9.222 km², 463.286 Einwohner)
  - 13 Bezirke: Dolný Kubín, Gelnica, Kežmarok, Levoča, Liptovský Svätý Mikuláš, Námestovo, Poprad, Ružomberok, Spišská Nová Ves, Spišská Stará Ves, Stará Ľubovňa, Trstená, Turčiansky Svätý Martin
- Scharosch-Sempliner Gespanschaft (slowak. Šarišsko-zemplínska župa; Verwaltungssitz Prešov, 7.390 km², 440.372 Einwohner)
  - 10 (ab 1942 11) Bezirke: Bardejov, Giraltovce, Humenné, Medzilaborce, Michalovce, Prešov, Sabinov, Stropkov, Trebišov, Vranov nad Topľou, Vyšný Svidník (ab 1942)
- Graner Gespanschaft (slowak. Pohronská župa; Verwaltungssitz Banská Bystrica, 8.587 km², 443.626 Einwohner)
  - 12 Bezirke: Banská Bystrica, Banská Štiavnica, Brezno nad Hronom, Dobšiná, Hnúšťa, Kremnica, Krupina, Lovinobaňa, Modrý Kameň, Nová Baňa, Revúca, Zvolen[23]

Die Flächen der einzelnen Gespanschaften umfassten die der von 1923 bis 1928 existierenden Gespanschaften in der Tschechoslowakei, deren Einteilung wurde am 25. Juli 1939 vom slowakischen Parlament beschlossen.

## Internationale Beziehungen

Protektorat Böhmen und Mähren und Slowakische Republik 1939
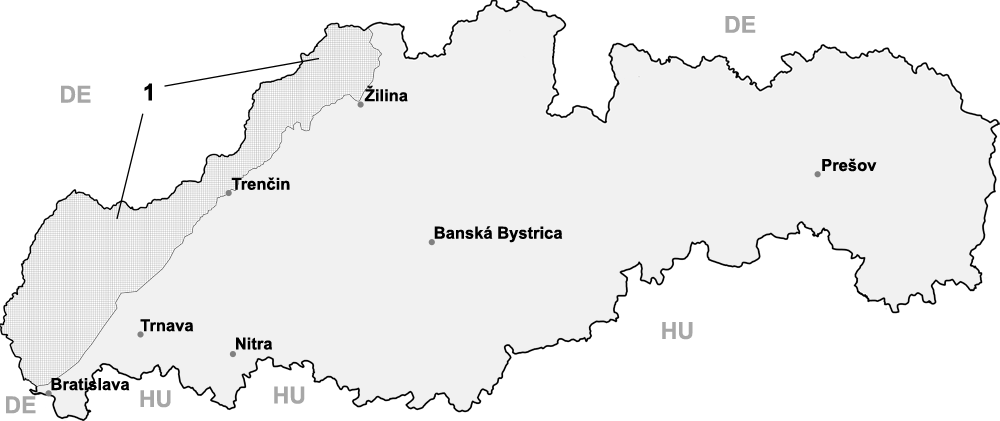
Die Slowakei 1940 mit markierter „Schutzzone“

Die erste Slowakische Republik wurde international sowohl vom Deutschen Reich als auch von jenen Staaten anerkannt, die Deutschland gegenüber freundlich oder zumindest anfangs noch neutral eingestellt waren. Das waren: Vereinigtes Königreich, Italien, Japan und seine Marionettenstaaten Mandschukuo und Mengjiang sowie die Provisorische Regierung von China, die Sowjetunion, Spanien, Kroatien, Litauen, Estland, die Schweiz, El Salvador, der Vatikan und Ungarn. Auch Frankreich reihte sich unter jene insgesamt 27 Staaten ein, die der unabhängig gewordenen Slowakei eine De-facto- und bald auch die De-jure-Anerkennung aussprachen.
Seit ihrer Entstehung war die Republik in einem Satellitenverhältnis stark vom Wohlwollen des Deutschen Reiches abhängig. Der am 23. März 1939 unterzeichnete deutsch-slowakische Schutzvertrag und das Schutzzonenstatut vom 28. August desselben Jahres mit Deutschland band das Land als „Schutzstaat“ militärisch, wirtschaftlich und außenpolitisch formal gesehen an den Nachbarstaat, der mittels Berater-Delegationen in den slowakischen Ministerien eine weitgehende Gleichschaltung durchführen ließ. Dadurch wurde es Mitglied der Achsenmächte und war somit auch an den Kriegen gegen Polen und die Sowjetunion beteiligt; die Slowakei erklärte Großbritannien und den Vereinigten Staaten den Krieg. Von Januar 1941 bis April 1945 wirkte Hanns Ludin als Repräsentant Deutschlands mit dem Titel „Gesandter I. Klasse und Bevollmächtigter Minister des Großdeutschen Reiches“ bei der slowakischen Regierung und residierte in der „arisierten“ Villa Stein (eines slowakischen jüdischen Fabrikanten) in Bratislava (Pressburg).
Das Land blieb bis auf das Waagtal, einen Streifen entlang der Grenze zu Mähren, von einer militärischen Besetzung durch die deutsche Wehrmacht verschont. Auch griff Hitler nur zweimal unmittelbar in innerslowakische Belange ein: Am 29. Juli 1940 erzwang er eine Umbesetzung der Regierung und das Ausscheiden von Außen- und Innenminister Ďurčanský, weil dieser ihm zu selbständig operierte. Der niedergeschlagene Slowakische Nationalaufstand gegen das Tiso-Regime führte ab Spätsommer 1944 zum Verlust von dessen Eigenständigkeit und völliger Degradierung zum Erfüllungsgehilfen der nunmehrigen deutschen Besatzungsmacht.

## Krieg mit Ungarn

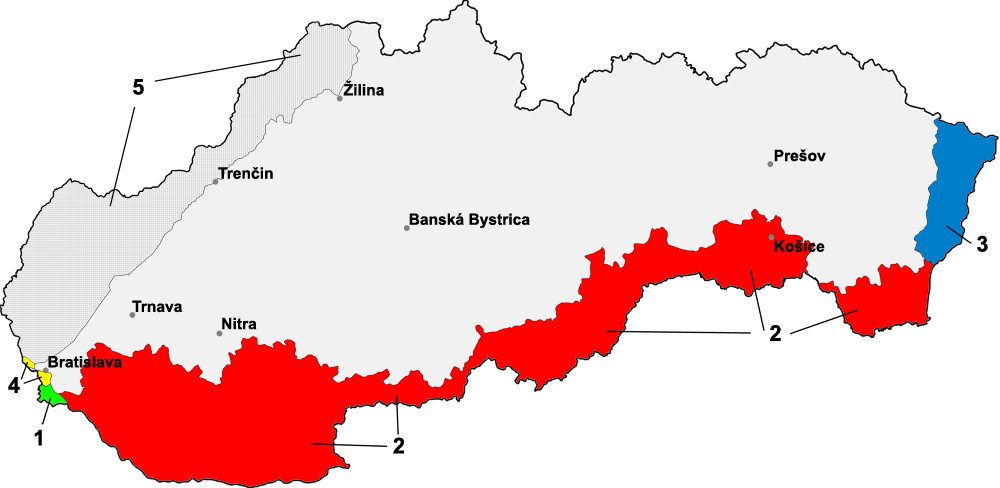
1 – Bratislavaer Brückenkopf, bis zum 15. Oktober 1947 ungarisches Staatsgebiet
2 – Südslowakei, als Folge des Wiener Schiedsspruches vom 2. November 1938 bis Frühjahr/8. Mai 1945 von Ungarn annektiert
3 – Landstreifen in der Ostslowakei um die Orte Stakčín und Sobrance, als Folge des kurzen slowakisch-ungarischen Krieges vom 4. April 1939 bis Frühjahr/8. Mai 1945 von Ungarn annektiert
4 – Gemeinden Devín und Petržalka, vom 1./20. November 1938 bis 1945 von Deutschland annektiert
5 – deutsche Schutzzone, als Folge des Schutzvertrages mit der Slowakei am 23. März 1939 eingerichtet

Das schwierigste außenpolitische Problem waren die Beziehungen zum südlichen Nachbarn Ungarn, der insgesamt etwa ein Drittel des ehemals slowakischen Territoriums besetzt hatte und versuchte, auch das übrige Land zu besetzen. Die Slowakei wiederum wollte eine Revision des Wiener Schiedsspruches erreichen. Außerdem gab es dauerhafte Auseinandersetzungen über die Behandlung der slowakischen Bevölkerung in den ungarischen Gebieten.
Am 23. März 1939 begann der Slowakisch-Ungarische Krieg mit einem überfallartigen Einmarsch Ungarns in den Osten der Slowakei, der aus der bereits zuvor besetzten Karpatenukraine heraus erfolgte. Nach einem Waffenstillstand und Verhandlungen musste die Republik ein 1697 km² großes Gebiet im Osten der Slowakei um die Orte Stakčín und Sobrance an Ungarn abtreten.

## Ende des Staates
Nach dem Slowakischen Nationalaufstand am 29. August 1944 in der Mittelslowakei besetzten deutsche Truppen ab Anfang September 1944 das gesamte Land, das dadurch seine Souveränität schließlich ganz verlor. Die deutschen Truppen standen unter Leitung des Generals der Waffen-SS Gottlob Berger. „Deutscher Befehlshaber in der Slowakei“ wurde nach Berger ab September 1944 der SS-Obergruppenführer Hermann Höfle. Er wurde am 11. September 1944 als Höherer SS- und Polizeiführer in der Slowakei etabliert; ihm unterstanden dabei in Personalunion die in der Slowakei eingesetzten Wehrmachts-, Polizei- und SS-Verbände. Erst am 27. Oktober fiel Banská Bystrica und die letzten Aufständischen wurden inhaftiert, desertierten oder liefen zu den Partisanen über, die den Widerstand gegen die deutsche Besatzung bis zum Kriegsende fortführten.
Kurz darauf wurden die deutschen Truppen jedoch sukzessive von der Roten Armee sowie von rumänischen und tschechoslowakischen Truppen von Osten her aus dem Land zurückgedrängt. Wenig später wurden die befreiten Gebiete Teil der wiederhergestellten Tschechoslowakei.
Am 4. April 1945 besetzte die Rote Armee Bratislava; ab diesem Zeitpunkt war das gesamte slowakische Staatsgebiet unter sowjetischer Kontrolle. Tiso floh nach Bayern ins Reichsgebiet. Die Flucht der restlichen Regierung fand erst am 8. Mai 1945 ihr Ende, als sie im österreichischen Kremsmünster vor dem XX. US-Corps unter General Walton Walker die Kapitulation unterzeichnete.
Die Slowakische Republik existierte von März 1939 bis Juli 1944 zunächst in „relativer Selbständigkeit“. Dem folgte „vom August 1944 bis zum Mai 1945 […] die vollständige Unterordnung der Slowakei unter das Dritte Reich nach der Besetzung des Gebiets durch die Wehrmacht“, bis „[d]as Experiment der slowakischen Eigenstaatlichkeit […] sich im Soge der militärischen Niederlage des Deutschen Reiches nicht länger aufrechterhalten“ ließ.
Jozef Tiso wurde als erster Minister- und Staatspräsident der Ersten Slowakischen Republik 1947 von einem tschechoslowakischen Gericht wegen Kriegsverbrechen zum Tode verurteilt und hingerichtet.

## Dokumentationen
- Nach Fahrplan in den Tod: Europas Bahnen und der Holocaust. Dokumentation, Deutschland 2008, 52 Min., Buch und Regie: Frank Gutermuth und Wolfgang Schoen, Produktion: SWR (Inhaltsangabe vom SWR)
- Hitlers Verbündete: Kroatien, Bulgarien, Slowakei. Dokumentation, Deutschland 2009.